# Revolutionen im Jahr 1989
Als Revolutionen im Jahr 1989, Umwälzungen, friedliche Revolutionen, Herbstrevolutionen, Herbst der Völker oder Fall des Kommunismus werden die Veränderungen in Mittel- und Osteuropa bezeichnet, die ab 1989 zur Abschaffung der dortigen realsozialistischen Systeme führten.
Zu den Auslösern, zusammen mit Glasnost und Perestroika in der UdSSR, gehörte die sogenannte Sinatra-Doktrin von Michail Gorbatschow, die es den anderen Ostblock-Staaten erstmals erlaubte, eigene Wege zu gehen. Nachdem in der Volksrepublik Polen die Regierung gewechselt war, die Volksrepublik Ungarn ab dem 2. Mai 1989 die Grenzzäune zu Österreich abgebaut hatte, DDR-Bürger im Sommer die Prager Botschaft besetzt hatten und am 9. November die Berliner Mauer gefallen war (→ Wende und friedliche Revolution in der DDR), folgten u. a. die Samtene Revolution in der Tschechoslowakei. In der Folgezeit beschleunigte sich der Zerfall der Sowjetunion; viele Staaten errangen die Unabhängigkeit (→ Zerfall des Ostblocks, Gemeinschaft Unabhängiger Staaten).
Der Prozess wird oft mit dem europäischen Völkerfrühling, den Revolutionen von 1848 verglichen, die der französischen Februarrevolution 1848 folgten.

## Friedliche Revolutionen

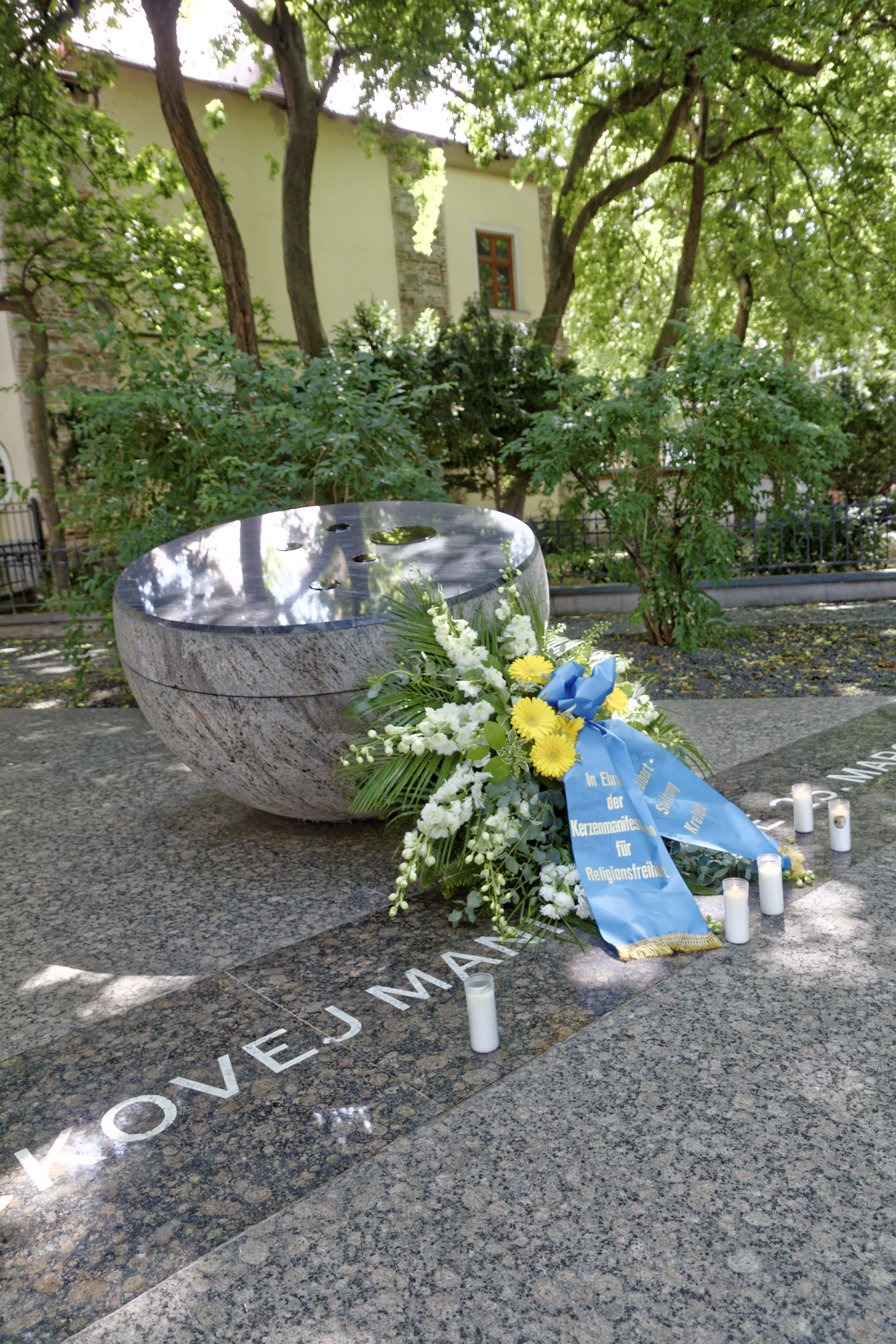
Bratislava Denkmal Kerzenmanifestation

Die Revolutionen im Jahr 1989 werden auch als „Friedliche Revolution(en)“ bezeichnet. Es gab nur einige wenige Gewalttaten (z. B. die Erschießung des rumänischen Diktators und seiner Frau nach kurzem Gerichtsprozess).
Im Ostblock hatten sich seit Mitte der 1970er Jahre kleine, uneinheitliche Bürgerrechtsbewegungen gebildet, die mit Zivilcourage und Demokratiebewusstsein gegen die totalitäre Ausrichtung der Gesellschaften auftraten. Kurz nach seinem Amtsantritt als Generalsekretär der KPdSU und damit als erster Mann im Staate lockerte Gorbatschow die Rahmenbedingungen: er rief (nach eigener Darstellung) bei den Bestattungsfeierlichkeiten für seinen Amtsvorgänger Tschernenko im März 1985 die Führer der Ostblockstaaten zu sich und machte ihnen deutlich, dass ab sofort jedes Land für seinen Weg (und die daraus resultierenden Folgen) selbst verantwortlich war. Diese neue Doktrin wurde unter dem Namen „Sinatra-Doktrin“ bekannt; damit endete die sogenannte Breschnew-Doktrin, die Breschnew 1968 nach der Niederschlagung des Prager Frühlings zur Rechtfertigung dieser Invasion verkündet hatte. Seit Februar 1986 praktizierte Gorbatschow Glasnost und Perestroika.
Bis 1989 gab es in einigen Mitgliedsstaaten Tendenzen, sich aus dem Ostblock zu lösen; dagegen versuchte die Staatsführung der DDR erfolglos, ihn zusammenzuhalten.
1988/1989 entwickelten sich Bürgerbewegungen, die offensiv Bürger- und Menschenrechte einforderten. Ihre Mittel waren oft ziviler Ungehorsam oder kleine kurzfristige symbolische Aktionen. Als ein Ausgangspunkt kann die am 25. März 1988 in Bratislava durchgeführte Kerzenmanifestation angesehen werden.
Ab Herbst und Winter 1989 verloren die kommunistischen Staatsführungen in allen Ostblockstaaten ihr Herrschaftsmonopol. Als wesentliche Faktoren für den Zerfall des Ostblocks gelten die wirtschaftlichen Probleme durch die Staatswirtschaft, die inneren Probleme durch die Parteidiktatur und außenwirtschaftliche Probleme durch die Abschottungspolitik.
Als erstes Land begann Ungarn ab dem 2. Mai 1989 damit, Grenzanlagen entlang des Eisernen Vorhangs abzubauen. Die symbolische Öffnung eines Grenzzaunes am 27. Juni 1989 durch die Außenminister Alois Mock und Gyula Horn bei Sopron gilt als erste „offizielle“ Öffnung des Eisernen Vorhangs. Die Ungarn wollten aber trotz symbolischen Abbaues des Zaunes durch verstärkte Bewachung der Grenze die Bildung einer grünen Grenze verhindern beziehungsweise die Sicherung ihrer Westgrenze technisch anders lösen.
Die Öffnung eines Grenztors zwischen Österreich und Ungarn beim Paneuropäischen Picknick am 19. August 1989 setzte eine Kettenreaktion in Gang, an deren Ende der Ostblock zerfallen war. Dabei gelangten rund 700 Ostdeutsche über die Grenze von Ungarn nach Österreich. Es war die größte Fluchtbewegung aus Ost-Deutschland seit dem Bau der Berliner Mauer. Die Schirmherren des Picknicks waren Otto von Habsburg und der ungarische Staatsminister Imre Pozsgay. Diese sahen in dem geplanten Picknick eine Chance, die Reaktion Gorbatschows auf eine Grenzöffnung am Eisernen Vorhang zu testen. Dabei wurde insbesondere getestet, ob Moskau den in Ungarn stationierten sowjetischen Truppen den Befehl zum Eingreifen geben würde. Erich Honecker diktierte dazu dem Daily Mirror vom 19. August 1989 „Habsburg verteilte Flugblätter bis weit nach Polen hinein, auf denen die ostdeutschen Urlauber zu einem Picknick eingeladen wurden. Als sie dann zu dem Picknick kamen, gab man ihnen Geschenke, zu essen und Deutsche Mark, dann hat man sie überredet, in den Westen zu kommen.“
Mit der Massenflucht beim Paneuropäischen Picknick, dem daraufhin zögernden Verhalten der SED-Spitze und dem Nichteingreifen der Sowjetunion brachen dann die Dämme. Nun machten sich Ostdeutsche zu Zehntausenden nach Ungarn auf, das nicht mehr bereit war, seine Grenzen völlig dicht zu halten. Die Führung der DDR in Ostberlin wagte aber nicht, die Grenzen des eigenen Landes völlig zu verriegeln.
Der zunehmende Druck durch fluchtwillige DDR-Bürger führte in der Folge dazu, dass in der Nacht vom 10. auf den 11. September 1989 die ungarischen Behörden keine Kontrollen an der Westgrenze zu Österreich durchführten und dadurch eine Massenflucht von DDR-Bürgern, die nahe der Grenze in Lagern verharrten, nach Österreich ermöglichten. Zunehmend versuchten Flüchtlinge dann auch über Botschaften der Bundesrepublik in Budapest, Prag und Warschau in den Westen zu gelangen. Bis zum Fall der Berliner Mauer verließen etwa 50.000 Menschen die DDR in Richtung Bundesrepublik Deutschland.
In Polen wählte der Sejm am 24. August 1989 Tadeusz Mazowiecki zum Ministerpräsidenten.
Ungarns Staatsoberhaupt Mátyás Szűrös rief am 23. Oktober 1989 – dem Jahrestag des Ungarischen Volksaufstands – die Republik Ungarn als demokratische und parlamentarische Republik aus.
Die Öffnung der Berliner Mauer am 9. November 1989 und der innerdeutschen Grenze in den Tagen danach war ein wichtiger Meilenstein beim Zerfall des Eisernen Vorhangs; erstere gilt auch als ein Symbol für das Ende des Kalten Krieges.
Der kommunistische Staatschef Bulgariens, Todor Schiwkow, wurde am 10. November 1989 zum Rücktritt gezwungen.
Der Präsident der Tschechoslowakei (ČSSR) Gustáv Husák geriet durch die Samtene Revolution ab Mitte November 1989 unter Druck; er ernannte am 10. Dezember 1989 eine neue Regierung unter Marián Čalfa, in der die Kommunistische Partei keine Mehrheit mehr hatte, und trat zurück.
Die ČSSR baute ihre Grenzbefestigungen noch im Dezember 1989 ab.
Die Revolution in Rumänien im Dezember 1989 und die Umstürze im Baltikum, wo drei unabhängige Staaten Estland, Lettland und Litauen aus der Sowjetunion heraus wieder erstanden, verliefen nicht ganz ohne Blutvergießen. Die Ende 1989 begonnene Mongolische Revolution verlief dagegen friedlich.
In all diesen Ländern wurde das sozialistische Staatssystem abgeschafft und nach dem Muster der westlichen Demokratie und Marktwirtschaft in einer gesamtgesellschaftlichen Transformation verändert. Elf Monate nach dem Fall der Mauer trat die DDR der Bundesrepublik bei (Wiedervereinigung am 3. Oktober 1990).
Die politischen Umwälzungen in den acht genannten Staaten strahlten auf die Sowjetunion aus; diese zerfiel im Zeitraum März 1990 bis Dezember 1991.

## Übersicht
- Volksrepublik Polen: Runder Tisch vom 6. Februar bis 5. April 1989, 17. April Zulassung der „Solidarność“, 4. Juni halbfreie Wahlen im Sommer (65 % der Sitze für die Polnische Vereinigte Arbeiterpartei (PVAP) und die anderen prokommunistischen Parteien reserviert), 24. August neue Regierung unter dem katholischen Publizisten Tadeusz Mazowiecki. Diese Ereignisse in Polen, die von Gorbatschow unterstützt wurden, waren eine Vorstufe zum Fall der Berliner Mauer in Deutschland und trugen zum Niedergang des Sozialismus im östlichen Europa bei.

- Tian’anmen-Massaker auf dem Tian’anmen-Platz in der Volksrepublik China, am 4. Juni 1989 wird eine studentische Demonstration von Sondereinheiten der Volksbefreiungsarmee gewaltsam unterbunden.

- Ungarn:
  - Paneuropäisches Picknick an der österreichisch-ungarischen Grenze nahe der Stadt Sopron (Ödenburg) am 19. August 1989. An derselben Stelle hatten bereits zuvor der damalige österreichische Außenminister Alois Mock und sein ungarischer Amtskollege Gyula Horn am 27. Juni 1989 gemeinsam den Grenzzaun durchtrennt, um den am 2. Mai 1989 von Miklós Németh begonnenen Abbau der Überwachungsanlagen durch Ungarn zu unterstreichen. Am 10. September wurde den in Ungarn befindlichen DDR-Bürgern die freie Ausreise gestattet.
  - Am 6. Juli 1989 wurde Imre Nagy rehabilitiert und am 23. Oktober 1989 die dritte Ungarische Republik ausgerufen. Damit endete die Ära Kádár (der „Gulaschkommunismus“).

- Deutsche Demokratische Republik
  - Montagsdemonstrationen 1989/1990 in der DDR ab 4. September 1989. Die Wende und friedliche Revolution in der DDR begann im Oktober 1989. Am 4. November fand die Alexanderplatz-Demonstration statt, die Berliner Mauer fiel am 9. November.
  - Ein Jahr nach dem Zehn-Punkte-Programm von Kanzler Helmut Kohl am 28. November 1989 erfolgt die deutsche Wiedervereinigung am 3. Oktober 1990.

- Volksrepublik Bulgarien 10. November 1989, Amtsenthebung von Todor Schiwkow

- die Samtene Revolution in der Tschechoslowakischen Sozialistischen Republik im November und Dezember 1989
- die Mongolische Revolution begann im Dezember 1989 in der Mongolischen Volksrepublik und führte zur Demokratisierung der Mongolei

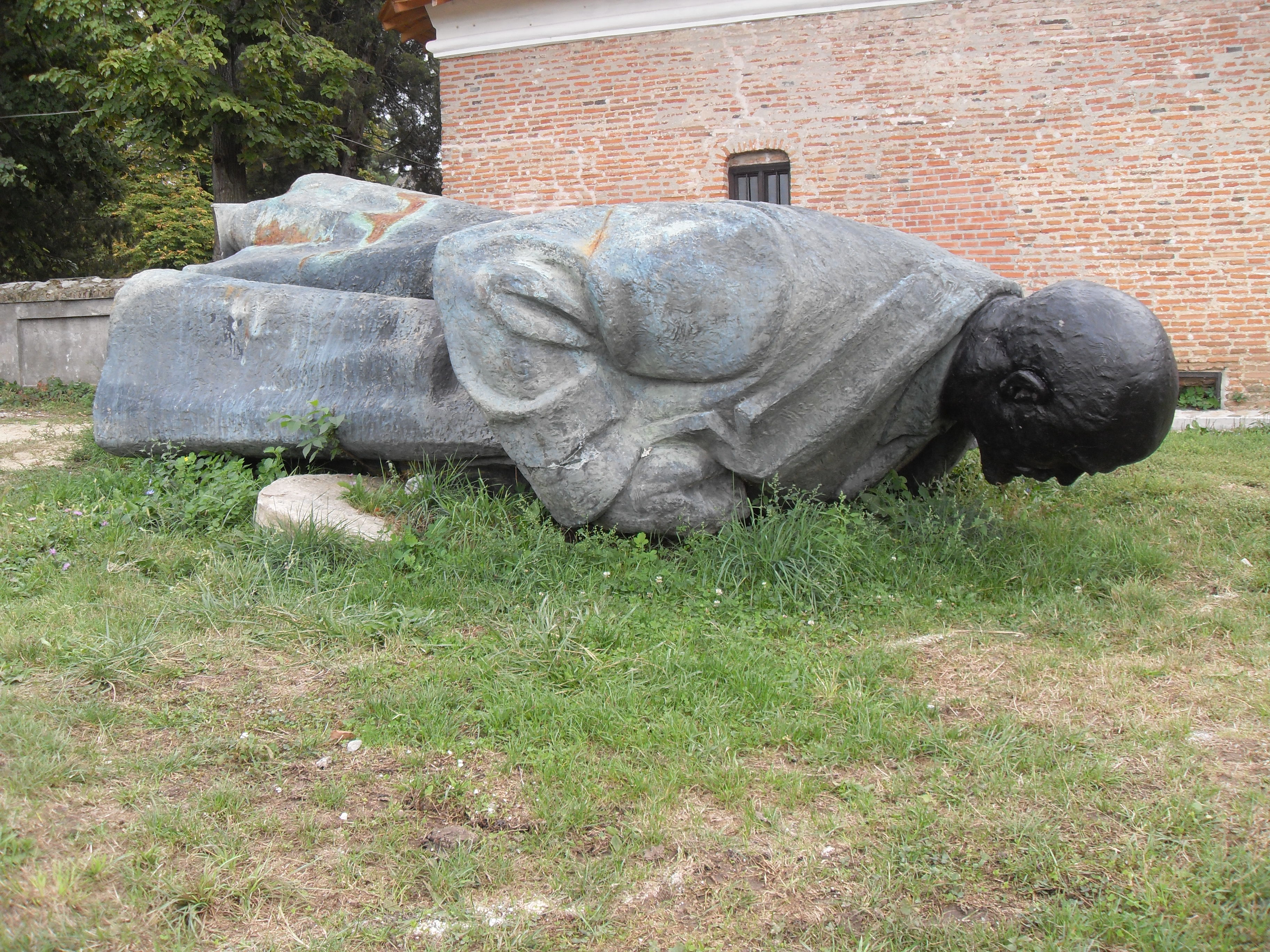
Gestürztes Lenindenkmal vor dem Schloss Mogoșoaia, Rumänien

- in der Sozialistischen Republik Rumänien die Revolution 1989, im Gegensatz zu den anderen Ländern ein gewaltsamer Umsturz

- die Singende Revolution in den Baltischen Sowjetrepubliken: Estnische Sozialistische Sowjetrepublik, Lettische Sozialistische Sowjetrepublik und Litauische Sozialistische Sowjetrepublik mit dem Ziel der Wiederherstellung der Unabhängigkeit der drei Länder